# Michael LeMoyne Kennedy
Michael LeMoyne Kennedy (* 27. Februar 1958 in Washington, D.C.; † 31. Dezember 1997 in Aspen) war das sechste von elf Kindern von Robert F. Kennedy und Ethel Skakel-Kennedy.

## Leben
Michael Kennedy war Geschäftsführer der gemeinnützigen Organisation „Energy Corporation Citizens“, die sein Bruder Joseph gründete. Er half auch, Edward M. Kennedys Wiederwahlkampagne 1994 zu organisieren.
Trotz einer politischen Laufbahn ist Michael Kennedy vor allem durch eine Affäre mit der minderjährigen Babysitterin seiner Kinder, die im Jahr 1996 ein öffentlicher Skandal wurde, bekannt geworden. Angeblich hatte die Affäre bereits drei Jahre vorher begonnen, als die Babysitterin erst 14 Jahre alt war. Hierauf wurde Michael Kennedy wegen Verführung Minderjähriger angeklagt. Sie erstattete jedoch keine Anzeige und er wurde freigesprochen. Anschließend machte Kennedy freiwillig eine Therapie in einer Rehabilitationsklinik für Alkoholiker. 
Kennedy war mit der Tochter des American-Football-Stars Frank Gifford, Victoria Gifford verheiratet. Kurz nachdem die Babysitteraffäre bekannt wurde, trennten sich Michael und seine Frau Victoria. Sie hatten drei Kinder.
Michael Kennedy starb Ende Dezember 1997 im Alter von 39 Jahren bei einem Ski-Unfall in Aspen. Er fuhr mit einigen anderen Mitgliedern der Familie Kennedy Ski, als er ungebremst gegen einen Baum prallte. Nach Angaben der anderen Kennedy-Familienmitglieder spielten sie „Football“ auf Skiern. Michael Kennedy trug dabei weder Helm noch Schutzausrüstung.